# Louis Charles Gaspard Bonnefoy de Montbazin
Louis Charles Gaspard Bonnefoy de Montbazin, né le 24 décembre 1778 à Laon (Aisne) et mort le 3 juin 1857 à Paris, est un officier de marine français qui participa à l'Expédition Baudin. 

## Biographie
Fils d’un lieutenant-général au bailliage et siège présidial de Laon, il intègre la marine d’État en 1796 en qualité de novice. Il est nommé aspirant de 2e classe en 1797 puis aspirant de 1re classe en 1799.
Il embarque à bord du Géographe pour l'expédition vers les Terres australes que conduit Nicolas Baudin au départ du Havre à compter du 19 octobre 1800. Il est promu, durant la navigation, au grade d’enseigne de vaisseau le 24 avril 1802. Son nom est attribué par Baudin au Lac Montbazin, situé sur la Presqu'île Péron, en Australie-Occidentale.
Après son retour en France, Bonnefoy de Montbazin est nommé lieutenant de vaisseau le 13 septembre 1805 et fait chevalier de la Légion d'honneur le 18 août 1814.
Il est admis à la pension de retraite à compter du 1er janvier 1816 dans le cadre du vaste plan de licenciement des armées organisé par la Seconde Restauration.

## Sources imprimées
- François Péron, Voyage de découvertes aux terres australes.